# Texas nord-orientale

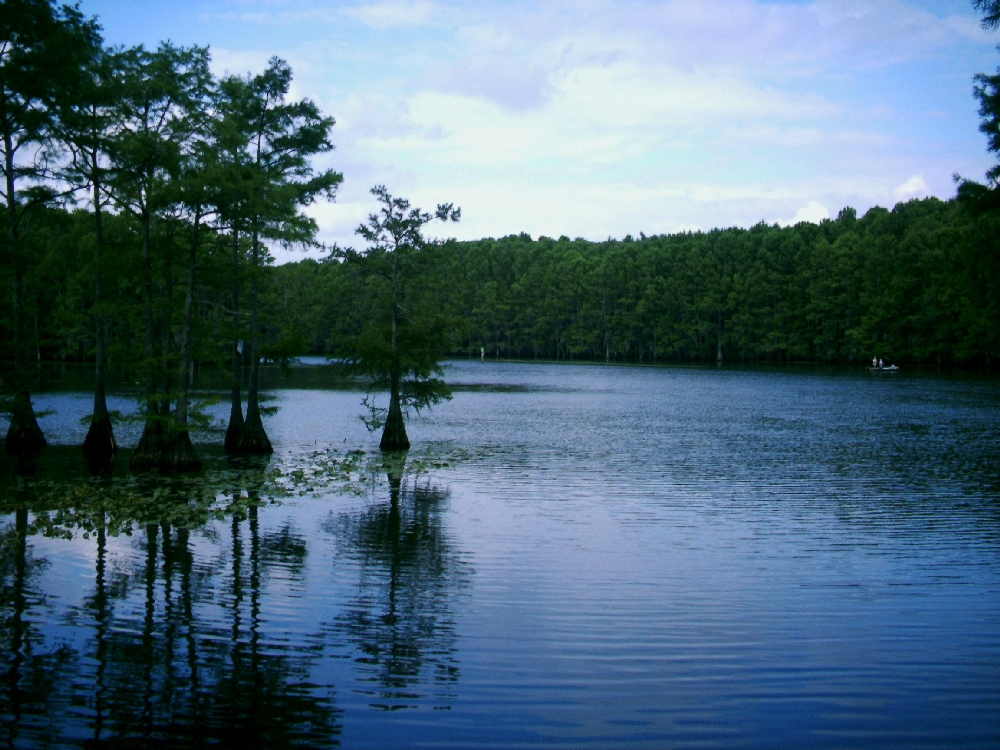
Il lago Caddo, uno dei principali della regione.

Il Texas nord-orientale (in inglese Northeast Texas) è una regione statunitense situata nella parte nord-orientale dello Stato del Texas. Le principali città comprese nell'area sono Tyler, Longview, Marshall, Clarksville, Mount Pleasant, Greenville, Paris, Texarkana, Nacogdoches, Lufkin, Jacksonville e Palestine.